# 樹上開花
樹上開花（じゅじょうかいか）は三十六計の二十九計。「樹上に花を開(さか)す。」
小兵力を大兵力に見せかけて敵を欺く計略。

## 事例
紀元前3世紀、燕の大軍に包囲された斉の田単は、斉が兵力に劣ることを補うため、当時の民衆の宗教心を利用することにした。まず、斉の民に、毎日定刻に餌をまいて鳥を招き寄せるよう命じた。鳥の大群が毎日斉に集まるのを見て燕軍は、天意が斉にあるかと疑った。次に、燕の捕虜に密かに命じて斉の墓地を暴かせた。これで人々は怨霊を恐れた。仕上げには、1000頭あまりの牛を極彩色に塗装した上で、その尾にたいまつを縛りつけて敵陣に突進させ、（亡霊のように）派手に仮装した5千の兵を牛の後に従わせて夜襲を行い、燕を敗走させた。
20世紀、八路軍の陳賡兵団は囮部隊であったが、南進して接敵すると、大きく迂回して北上、再び同じルートで南進するという方式で、一兵団を複数の兵団であるかのように偽装した。また、移動する際には遠方から見えるほどの土埃を上げさせ、留まる際には、かまどを必要以上に多く作り、撤退する際には背嚢を多く捨てておくといった工作により、あたかも大兵力であるかのよう装って、これを主力と錯覚した国民党軍をよく撹乱した。